# Xiaomi MIX Fold 2
Xiaomi MIX Fold 2 — смартфон зі складаним дисплеєм, розроблений компанією Xiaomi, що відноситься до дизайнерської серії MIX і є наступником Xiaomi Mi MIX Fold. Був представлений 11 серпня 2022 року разом з Redmi K50 Ultra та Xiaomi Pad 5 Pro 12.4.
Особливістю MIX Fold 2 стала його товщина: 5.4 мм у розкладеному стані та 11.2 мм у складеному стані і в цьому стані його товщина наближена до звичайних смартфонів, а також ця товщина робить його найтоншим після Huawei Mate Xs 2 смартфоном зі складаним дисплеєм.

## Дизайн

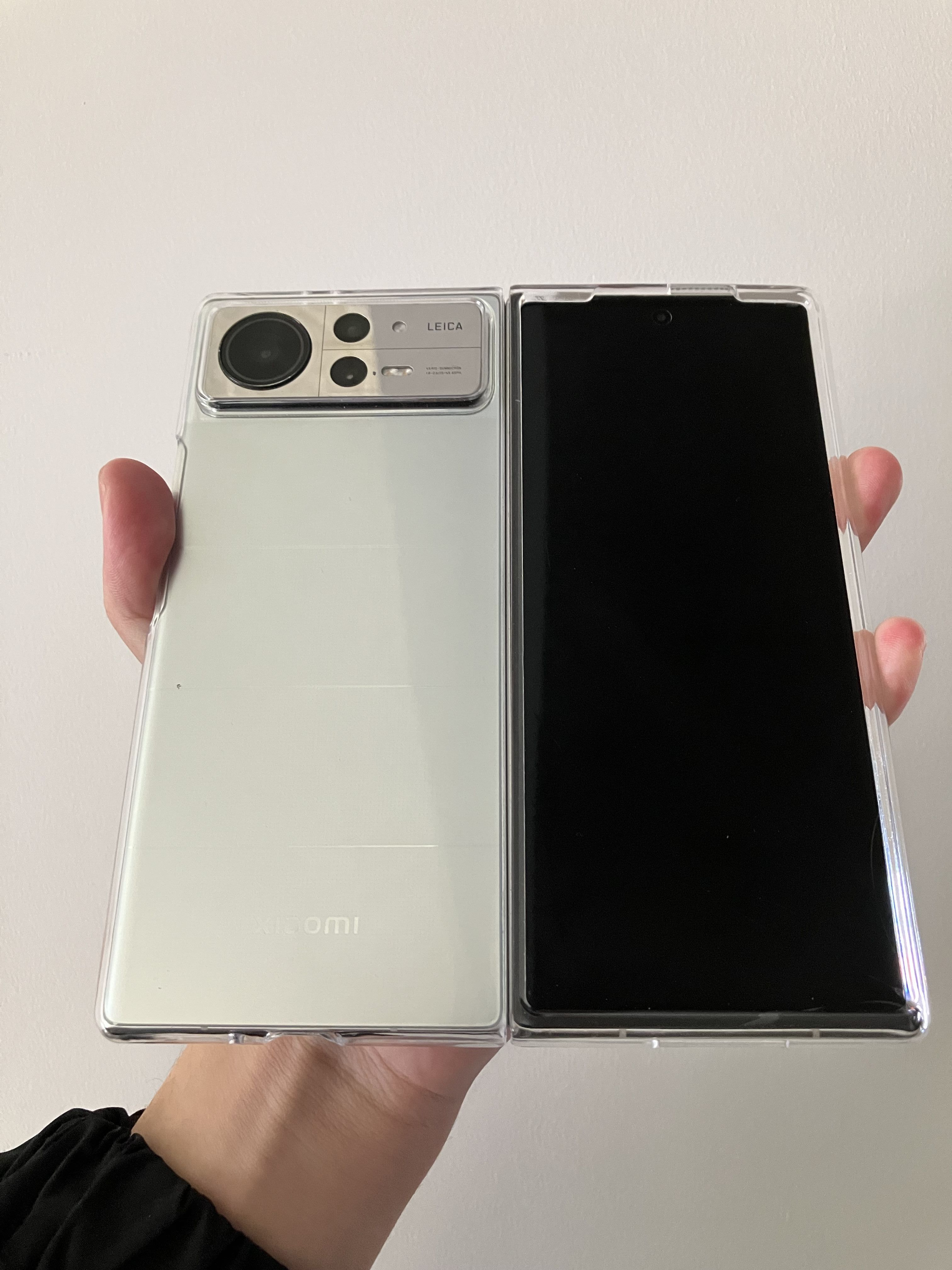
Задня частина Xiaomi MIX Fold 2 в кольорі Moonlight Silver з одягненим чохлом

Зовнішній екран виконаний зі скла Corning Gorilla Glass Victus. Внутрішній екран виконаний з пластику Schott UTG glass. Задня панель виконана зі скла. Торці виконані з алюмінію.
Блок основної камери виконаний у стилі Redmi K50 Ultra, але розміщений горизонтально.
Знизу розміщений роз'єм USB-C, динамік та мікрофон. Зверху розташовані другий динамік, слот під 2 SIM-картки, другий мікрофон та ІЧ-порт. З правого боку розміщені кнопки регулювання гучності та кнопка блокування смартфона, яку вбудований сканер відбитків пальців.
Xiaomi MIX Fold 2 продається в 4 кольорах: Moon Shadow Black (чорний), Star Gold (золотий), Night Black (чорний з матовими блоками) та Moonlight Silver (срібний з матовими блоками).

## Технічні характеристики

### Апаратне забезпечення

#### Платформа
Смартфон отримав процесор Qualcomm Snapdragon 8+ Gen 1 та графічний процесор Adreno 730.

#### Батарея
Батарея отримала об'єм 4500 мА·год та підтримку 67-ватної швидкої зарядки.

#### Камера
Смартфон отримав основну потрійну камеру 50 Мп, f/1.8 (ширококутний) + 8 Мп, f/2.6 (телеоб'єктив) + 13 Мп, f/2.4 (надширококутний) з фазовим автофокусом Dual Pixel та здатністю запису відео в роздільній здатності 8K@24fps. Також, як і лінійка Xiaomi 12S, MIX Fold 2 отримав оптику Leica для тилових камер, а також додаткові режими. Фронтальна камера отримала роздільність 20 Мп (ширококутний) та здатність запису відео в роздільній здатності 1080p@60fps.

#### Екран

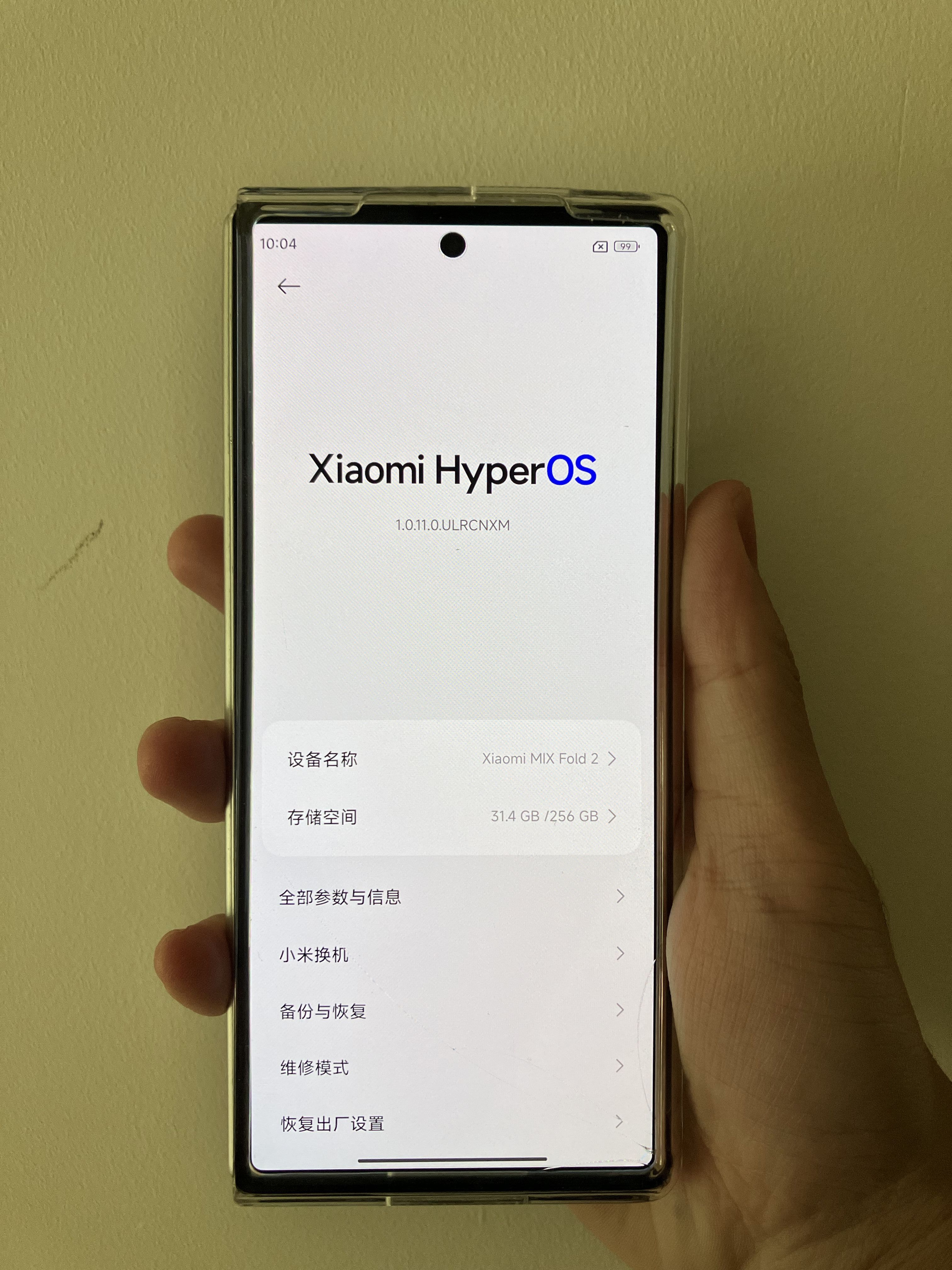
Зовнішній екран Xiaomi MIX Fold 2

Внутрішній екран — це гнучка LTPO 2.0 Eco² OLED-матриця, 8.02", 2480 × 1914 зі щільністю пікселів 360 ppi та підтримкою технологій HDR10+ і Dolby Vision.
Також смартфон отримав зовнішній AMOLED-екран, 6.56", FullHD+ 2520 × 1080 зі співвідношенням сторін 21:9, частотою оновлення дисплея 120 Гц, підтримкою технологій HDR10+ і Dolby Vision та круглим вирізом під фронтальну камеру, що знаходиться зверху в центрі.

#### Звук
Смартфон отримав стереодинаміки, розроблені в співпраці з Harman Kardon. Динаміки розташовані на верхньому та нижньому торцях.

#### Пам'ять
Пристрій продається в комплектаціях 12 ГБ/256 ГБ, 12 ГБ/515 ГБ та 12 ГБ/1 ТБ.

### Програмне забезпечення
Смартфон був випущений на MIUI Fold 13 на базі Android 12. Був оновлений до Xiaomi HyperOS 2 на базі Android 15.